# Frères Baillard
Les frères Baillard (Léopold, François et Quirin) sont surtout connus pour être au centre du roman de Maurice Barrès La Colline inspirée. Ce dernier a pris un certain nombre de libertés avec la réalité historique, mais il s’est basé sur des faits et des personnes réels. Il aurait consulté de nombreuses archives à la bibliothèque municipale de Nancy et aux archives épiscopales, notamment quarante-quatre volumes manuscrits par les frères Baillard eux-mêmes. Prêtres, abbés puis « pontifes » schismatiques, ils ont marqué l’histoire de la colline de Sion-Vaudémont en Lorraine durant plusieurs décennies au milieu du XIXe siècle.

## Origine et éducation
D'une famille de Borville, leur père Léopold Baillard fut maire du village de 1815 à 1830 et meurt le 21 mai 1836. Leur mère est Marie-Anne Boulay, morte à Saxon-Sion le 21 novembre 1845. Les trois frères sont en fait les trois aînés de neuf garçons, les autres n'ayant pas suivi de carrière ecclésiastique. Léopold, François et Quirin sont nés respectivement le 10 octobre 1796, 23 mai 1798 et 23 novembre 1799.
Les trois frères suivent un parcours éducatif très similaire. Ils commencent par étudier le latin auprès du curé de Borville, puis au petit séminaire de Pont-à-Mousson et enfin au grand séminaire de Nancy. Léopold, précoce, termine ses études trop jeune pour être ordonné et travaille donc quelques années comme précepteur, puis professeur au séminaire de Pont-à-Mousson. Il reçoit finalement la prêtrise le 7 avril 1821, François en 1824 et Quirin le 28 juillet 1828.

## Les premières expériences
Léopold est nommé curé de Flavigny dès sa prêtrise. Il lance de nombreux projets, notamment la reconstruction de l'église, qui impliquent de grandes dépenses.
Le 17 juin 1827, après avoir chanté les vêpres, Baillard monte en chaire et se lance dans une violente diatribe contre des jeunes filles de la paroisse. Quelques jours plus tôt en revenant d'une noce à Gerbéviller, elles se seraient enivrées de vin, de liqueur et de café (sic). Toujours selon lui, elles se seraient "roulées dans un champ de blé et ensuite montées dans un grenier où on les a trouvées entassées avec des garçons".  Depuis sa chaire, Baillard cite leurs noms et les traite à trois reprises de "putains". Les victimes de ces calomnies portèrent plainte pour diffamation. La procédure fut très longue et se termina devant le Conseil d'Etat. Les jeunes filles n'obtinrent pas de dédommagement mais cette affaire donna des arguments aux opposants du curé de Flavigny. À la suite de cela et de sa confiance en l'illuminée Marie-Rose Mangin, il perd en popularité et la population profite de la révolution de 1830 pour le forcer à quitter ses fonctions  Il retourne à Borville pendant deux ans avant de reprendre fonction à Favières.
François est d'abord curé de Lupcourt pendant un an, puis missionnaire diocésain pendant trois ans. Il redevient curé à Méréville en 1828 avant de rejoindre son frère à Favières en tant que vicaire en février 1833.
Quirin est curé de Lachapelle et Thiaville jusqu'en juin 1833, puis de Saulxures-lès-Vannes jusqu'en 1837.
Léopold curé de Favières et son frère François se lancent dans un projet de maison conventuelle en l’honneur du bienheureux Pierre Fourier, sur les ruines de l'ancien couvent des religieuses de Notre-Dame que ce dernier avait construit à Mattaincourt.
Ils achètent l’ancien couvent le 11 novembre 1833 et le rasent en vue d’un bâtiment plus étendu. Avec l’aide de Quirin et d’un autre de leurs frères, Maurice, qui publie Le bon père de Mattaincourt. Vie du B. Fourier, ils font approuver le projet par l’évêché de Nancy et sont encouragés par les évêques de St-Dié, Metz et Verdun. S’ensuit une série de quêtes et d’appels à la charité pour financer le nouveau couvent. En juillet 1836 ils n’avaient toujours pas couvert les dépenses qui atteignaient alors 70 000 francs. Les bâtiments sont néanmoins terminés et Léopold obtient d’y faire transférer la communauté de Notre-Dame de Nesle (Somme), le 8 septembre 1836.
Les frères acquièrent ensuite le domaine de Saint-Odile, dont Quirin aura la charge. Plusieurs projets sont présentés mais rejetés par l'évêque de Strasbourg, Quirin se contentera donc d’œuvrer à dynamiser le pèlerinage.

## L'arrivée à Sion
Les frères Baillard ont constaté et déploré l’état d’abandon du sanctuaire de Notre-Dame de Sion, jadis haut lieu de pèlerinage. Après l’expérience de Mattaincourt, ils décident de faire de même pour Sion. Bien que toujours endettés, ils parviennent à acquérir les vieux bâtiments, le jardin et quelques parcelles de terres. Ils y effectuent de lourds travaux et réparations.
Ils annoncent leur projet d’y installer :
- Une école primaire supérieure avec cours d’agriculture et ateliers pour l’apprentissage des arts et métiers les plus communs dans les campagnes
- Une école normale de Frères instituteurs
- Une maison de retraite pour les prêtres âgés, qui desserviraient l’église et le pèlerinage[8]

L’école normale est ouverte en octobre 1837. Pour la pérenniser, l’évêque de Nancy propose de la rattacher à l’Institut des Frères de la doctrine chrétienne de Nancy, dissout depuis 1830, pour qu’elle puisse profiter de ses garanties. En décembre 1837, Léopold Baillard en est nommé supérieur. Pendant l’hiver, l’école rencontre de nombreuses difficultés. Ceci motive Léopold et François à quitter la paroisse de Favières pour s’installer de manière permanente à Saxon-Sion en août 1838.
Ils acquièrent également une ferme à Saxon, qu’ils espèrent associer à l’école primaire supérieure. Ils construisent à côté de cette ferme une maison de religieuses pour les jeunes filles qui les ont suivies de Favières. À la tête de cette congrégation, non canonique, est placée Thérèse Thiriet, dite Sœur Léopold, dont la guérison miraculeuse sur la tombe du Bon Père Fourier à Mattaincourt fut confirmée par deux commissions de l’évêché de St-Dié. Excentrique, illuminée et autoritaire, elle gagne une forte influence sur Léopold Baillard.

## Une réussite de courte durée
L'établissement des frères Baillard sur la colline affiche une apparente prospérité. L’école d’agriculture se développe, toutes les nouveautés et les activités redonnent un grand élan au pèlerinage de Notre-Dame de Sion. Les quêtes continuent pour financer l’entreprise.
Cependant, des obstacles viennent l’entacher. La formation des Frères est irrégulière, incomplète, ce qui oblige à les placer loin après leur formation[pas clair] ; des dissensions émergent, notamment au sujet de Sœur Léopold, que Léopold soutient aveuglément. L’école d’agriculture attire trop peu de monde et amène de lourdes dépenses. Le pensionnat ferme en 1843, car les dettes s’accumulent et pourtant Léopold lance de nouvelles dépenses.
François et Quirin (alors responsables du pèlerinage de Sainte-Odile) voyagent à travers l’Europe et même l’Amérique pour de perpétuelles quêtes, avec un certain succès. De nouvelles écoles sont ouvertes à travers la France au nom de l’Institut des Frères de Sion-Vaudémont. Quirin tente à deux reprises l’établissement d’une « colonie religieuse » aux États-Unis, et un noviciat restera en place, tenu par Frère Jean-Marie Weittmann, jusqu’à la guerre de sécession.
L’évêché de Nancy s’inquiète de cette gestion des revenus de quêtes, mais est rassuré avec des rapports d’aboutissement[Quoi ?] en lieu et place de comptes. La méfiance se durcit en décembre 1845, lorsque l’évêque pose de nombreuses conditions avant d’autoriser de nouvelles recommandations pour continuer les quêtes. Après une année de vaines négociations, l’autorité épiscopale se met à refuser toute démarche aux frères Baillard et le 1er mai 1847, annonce son intention de déposer Léopold de ses fonctions de supérieur de l’Institut de la doctrine chrétienne de Nancy. Ce dernier présente un mémoire et plusieurs discours de protestation, invoquant son statut de fondateur et l’inamovibilité de sa fonction et fait même appel à Rome. Mais rien n’y fait, le 1er octobre lui est signifié sa révocation du titre de supérieur, actée le 6 octobre par une ordonnance épiscopale.
Léopold refuse cette destitution et poursuit le débat et les évêques et archevêques de France en sont informés.  Le 30 janvier 1848, l’abbé Gridel, nommé à la succession de Léopold par l’évêché de Nancy, dénonce Léopold et François par une circulaire aux Frères de la doctrine chrétienne de Nancy, et leur porte l’interdit. Dans la réponse à cette circulaire, Léopold finit par se soumettre.
Les religieux de Sion-Vaudémont sont alors affiliés à la maison-mère de Vézelise ou abandonnent la vie religieuse. Les frères Baillard restent malgré tout sur la colline, étant toujours propriétaires d’une grande partie des bâtiments, et des dettes associées. Ils gardent la charge de la paroisse et du pèlerinage.
Arrivent alors les créanciers qui forcent les frères à hypothéquer ou liquider leurs biens. La Révolution de 1848 aggrave leur situation en faisant chuter la valeur des biens-fonds. La vente du domaine de Sainte-Odile fait scandale, car les frères Baillard associent à la vente les revenus du pèlerinage et les reliques de la patronne de l’Alsace. L’évêque de Strasbourg jette l’interdit sur l’église de Sainte-Odile et reste sourd aux plaidoyers des trois frères.
Malgré la situation désastreuse et son image maintes fois entachée, Léopold annonce son intention de briguer le mandat de député. Il envoie le 7 avril 1849 une adresse Aux électeurs du département de la Meurthe dans laquelle il décrit son programme. Il n’est pas élu malgré un grand nombre de voix.
Le 15 juillet 1849, joint par François et Quirin, il déclare à Mgr Menjaud, évêque de Nancy, sa soumission complète et reconnait ses torts. Ils demandent eux-mêmes que la lettre soit rendue publique. Pour sanction, il fut imposé à Léopold une retraite de huit jours à la chartreuse de Bosserville. C’est là qu’il entend parler d'Eugène Vintras.

## L'épisode vintrasien
En juin 1850, les trois frères Baillard se rendent à Tilly-sur-Seulles, en Normandie, et sont reçus au cénacle de Vintras. Ils y découvrent l’Œuvre de la miséricorde. Ayant pris connaissance de la doctrine très controversée qui séduit les frères Baillard, l’évêque de Nancy leur retire leur pouvoir ecclésiastique, en condamnation par contumace.
Ruinés, sans fonction officielle, ayant perdu tout bien immobilier, les frères vivent dans la précarité, de la générosité des quelques sympathisants qui leur restent. Quirin part vivre en Bourgogne, mais Léopold et François continuent à présider des messes, non-officielles, à Saxon, dans lesquelles ils prêchent la parole de Vintras. Ceci amène une fois encore la colère de leurs opposants et une série de procès leur est intenté en 1852. François est emprisonné pendant cinq mois ; Léopold s’enfuit en Angleterre alors qu’il est condamné par contumace à un an de détention.
François termine sa vie paisiblement à Saxon, à l’exception d’une visite à Londres puis en Bourgogne pour voir ses frères. Il est enterré civilement, c'est dire sans cérémonie religieuse et pour bien marquer sa disgrâce, la porte du cimetière lui est refusée. Il faut donc passer le corps par-dessus le mur d'enceinte.
Léopold reste cinq ans à Londres dans un « cercle prophétique » vintrasien. De retour en France en 1857 sous un faux nom, il poursuit son hérésie, et se fait rapidement remarquer. Arrêté, il est à nouveau condamné à un an de détention. Sa peine écoulée il rejoint François à Saxon. Pour se sortir de leurs difficultés financières, ils exploitent des anomalies dans les actes de vente de leurs biens, établis dix ans plus tôt. Par la suite Léopold suit l’exemple de Quirin et travaille dans le domaine de l’assurance.
Quirin retourne à Saxon en mai 1863, un mois avant la mort de François, et s’installe finalement à Nancy quelques mois plus tard. Il décède le 6 janvier 1882 à Rosières-aux-Salines et Léopold l'année suivante, le 23 mai 1883, à Saxon-Sion.

## Sources
- Histoire des trois frères Léopold, François et Quirin Baillard, prêtres du diocèse de Nancy (Meurthe), Quirin Baillard, 1868, Garnier frères, Paris, 69 p. lire en ligne sur Gallica
- Autour des Baillard, ou chronique de la colline offensée, Jean Castelli, Gérard Louis édition, 2005, 304 p.
- Maurice Barrès, historien ou poète de la Colline Inspirée ?, M. le chanoine J.Barbier, 1974
- « « La Colline Inspirée ». Un peu d’histoire à propos d’un roman », Revue d’histoire de l’Église de France, 1913, volume 4, numéro 21, p. 225-252